# Motal
Motal (biélorusse : Моталь, russe : Мотоль, polonais : Motol, yiddish : מאָטעלע) est un village du raïon d'Ivanava, de la voblast de Brest, situé à environ 30 kilomètres à l'ouest de Pinsk sur la rivière Iaselda, en Biélorussie.

## Histoire
Motal se situe dans l'ouïezd de Kobryn, dans le gouvernement de Grodno, jusqu'à l'effondrement de l'Empire russe en 1917. Entre la Première Guerre mondiale et la Seconde Guerre mondiale, le village est intégré dans la Drahichyn de la Pologne[pas clair].
Motal est un shtetl. En 1937, le village compte 4 297 habitants, dont 1 354 sont Juifs. Pendant la Seconde Guerre mondiale, en 1942, les Einsatzgruppen massacrent la communauté juive locale lors d'une exécution de masse.

## Économie
La plus grande société de Motol est Agromotol.

## Littérature
Hurban Motele (La destruction de Motele) est un livre publié en 1956 à Jérusalem par des immigrés originaires de la ville. Il contient les mémoires et les événements qui ont conduit à l'assassinat des Juifs de Motele en 1942.

## Personnalités liées à la localité

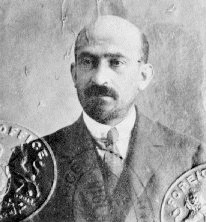
Chaim Weizmann

- Chaim Weizmann, ancien président d'Israël, né dans le village.
- Saul Lieberman, un rabbin et un érudit du Talmud
- Leonard Chess (Lejzor Czyz) et Phil Chess (Fiszel Czyz), fondateurs de Chess Records
- Étienne Wasserzug, biologiste français